# Corchorus crassifolius
Corchorus crassifolius är en malvaväxtart som beskrevs av Karel Domin. Corchorus crassifolius ingår i släktet Corchorus och familjen malvaväxter. Inga underarter finns listade i Catalogue of Life.